# Isabel Torres
Isabel Torres (Las Palmas, 14 de julho de 1969 – Las Palmas, 11 de fevereiro de 2022) foi uma apresentadora de televisão e rádio espanhola, apresentadora de talk show e atriz. Ela também era empresária e ativista dos direitos LGBT.

## Carreira
Em 2005, Torres foi a primeira candidata transgênero a Rainha do Carnaval de Las Palmas, assim como a primeira transexual canária que em 1996 conseguiu adaptar seu DNI à sua identidade de gênero. No ano seguinte, ela foi capa da revista Interviú.
Torres participou de programas de televisão como Canal Nº 4, El programa de Ana Rosa e DEC. Ela também apresentou o programa Nos vamos pa la playa (Vamos à praia) da Antena 3 Canarias em 2010. Seu primeiro papel em uma série de televisão foi um papel principal em Veneno da Atresmedia, criado por Javier Ambrossi e Javier Calvo sobre a vida de La Veneno. Por este papel na televisão, ela recebeu o Prêmio Ondas 2020 na categoria de Melhor Intérprete Feminina em Ficção Nacional.
Em 12 de dezembro de 2020, recebeu o Prêmio Charter 100 Gran Canaria, em reconhecimento à sua trajetória profissional na rádio e na televisão.

## Doença e morte
Em março de 2020, Torres anunciou que sofria de câncer de pulmão metastático. Ela foi nomeada embaixadora do Grupo Canario de Cáncer de Pulmón no mesmo ano. Em janeiro de 2021, ela anunciou que havia sofrido uma recaída de sua doença e foi tratada no Hospital Universitario Insular de Gran Canaria. Ela morreu em Las Palmas em 11 de fevereiro de 2022, aos 52 anos.

## Filmografia

### Cinema
| Ano  | Título              | Notas            |
| ---- | ------------------- | ---------------- |
| 1996 | Fotos               | papel secundário |
| 2008 | Camino a la locura  | longa-metragem   |
| 2010 | Los brazos de Venus | curta-metragem   |
| 2021 | 8 Años              | curta-metragem   |

### Televisão
| Ano  | Título                | Papel         |
| ---- | --------------------- | ------------- |
| 2010 | Nos vamos pa la playa | Apresentadora |
| 2020 | Veneno                | La Veneno     |
| 2021 | E.L.I                 | Lion          |